# NGC 3600
NGC 3600 је спирална галаксија у сазвежђу Велики медвед која се налази на NGC листи објеката дубоког неба.
Деклинација објекта је + 41° 35' 28" а ректасцензија 11h 15m 52,0s. Привидна величина (магнитуда) објекта NGC 3600 износи 11,7 а фотографска магнитуда 12,6. Налази се на удаљености од 13,569 милиона парсека од Сунца. NGC 3600 је још познат и под ознакама UGC 6283, MCG 7-23-38, MK 1443, IRAS 11130+4152, CGCG 213-38, KUG 1113+418, PGC 34353.